# Religions & Histoire
Religions & histoire est une revue bimestrielle des éditions Faton traitant des mythes, croyances, spiritualités et religions à travers les âges. Sa parution, commencée en 2005, s'est arrêtée en 2014 après 66 numéros.